# Charaxes balfourii
Charaxes balfourii är en fjärilsart som beskrevs av Butler 1881. Charaxes balfourii ingår i släktet Charaxes och familjen praktfjärilar. Inga underarter finns listade i Catalogue of Life.